# Tambor magnético

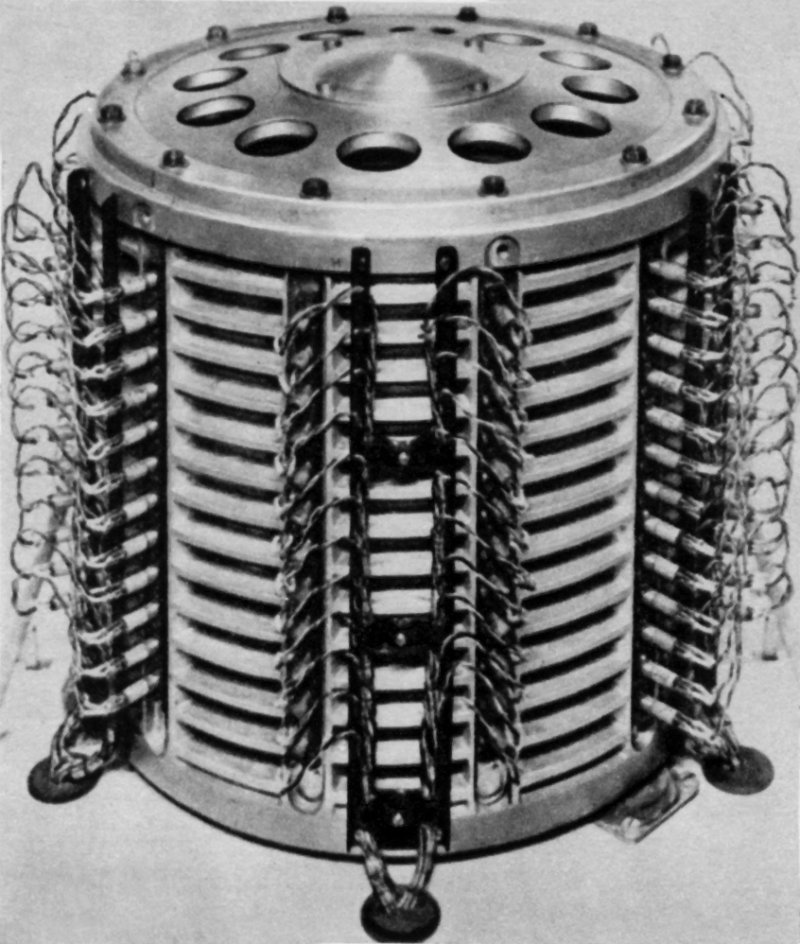
Memoria de tambor magnético de la computadora polaca ZAM-41.

El tambor magnético, llamado memoria de tambor, es un dispositivo de almacenamiento de datos. Fue una de las primeras memorias de computadora. Inventada en 1932 por Gustav Tauschek, en Austria, 
fue extensamente usada en los años 1950 y 1960. Para varias computadoras, un tambor constituía la memoria principal de trabajo, siendo los datos y programas cargados sobre el tambor, usando medios de almacenamiento tales como cintas perforadas de papel o tarjetas perforadas.
Los tambores eran de uso tan común como memoria principal que con frecuencia se hacía referencia a las máquinas como máquinas de tambor. Posteriormente, los tambores fueron sustituidos como memoria principal por memoria de anillos de ferrita, más rápida y sin partes móviles, y que siguió siendo utilizada hasta que la memoria basada en semiconductores entró en escena.
Actualmente, en BSD Unix y sus descendientes /dev/drum es el nombre del dispositivo swap por omisión, en alusión al uso de dispositivos de memoria secundaria de tambor para almacenamiento de páginas en memoria virtual.

## Características
El tambor magnético o memoria de tambor es un cilindro de metal hueco o sólido que gira en una velocidad constante (de 600 a 6.000 revoluciones por minuto), cubierto con un material magnético de óxido de hierro sobre el cual se almacenan los datos y programas. A diferencia de los paquetes de discos, el tambor magnético físicamente no puede ser quitado. El tambor queda permanentemente montado en el dispositivo. Palancas magnéticas que son capaces de recoger datos a mayores velocidades que una cinta o una unidad de disco, pero no son capaces de almacenar más datos que aquellas.
La superficie del tambor magnético se podía magnetizar debido al material que lo rodeaba. El tambor giraba y sobre su superficie existían numerosos cabezales de lectura y escritura. Se almacenaban los datos en pistas paralelas sobre la superficie del tambor. Al girar el tambor la información almacenada pasaba por debajo de los cabezales de lectura/escritura.

## Diferencias entre disco y tambor
Un tambor es un gran cilindro metálico cuya superficie exterior está recubierta por un material ferromagnético. Dicho en términos simples, se trata de un plato de disco duro que tiene forma de tambor en lugar de tener forma de disco delgado. A lo largo del eje del tambor se dispone una fila de cabezales de lectura-escritura de disco, una por cada pista. 
Una diferencia clave entre el tambor y el disco es que en el tambor las cabezas no tienen que moverse, o buscar, para localizar la pista en la que leer o escribir. Esto tiene como consecuencia que el tiempo para leer (o escribir) un fragmento dado de información es menor de lo que sería en un disco; el controlador simplemente espera a que los datos aparezcan bajo la cabeza adecuada según el tambor rota. El rendimiento del tambor queda definido de forma casi exclusiva por la velocidad de rotación, mientras que en un disco son importantes tanto la velocidad de rotación como la velocidad de desplazamiento de los cabezales.
A pesar de lo dicho, el rendimiento era un problema, por lo que, cuando se utilizaba un tambor como memoria principal de una máquina, los programadores llegaban a seleccionar la ubicación en el tambor de cada elemento del código de forma tal que se redujera el tiempo necesario para localizar la instrucción siguiente. Lo hacían estudiando cuidadosamente el tiempo necesario para que la computadora ejecutara una instrucción determinada y estuviera lista para leer la instrucción siguiente. Entonces, situaban la instrucción siguiente en el tambor de forma que pasara bajo los cabezales en ese preciso instante. Este método de compensación de tiempos se denomina interleaving, y todavía se utiliza hoy día en controladores de discos duros modernos.
En una unidad de disco duro moderno, hay un retraso en la lectura y escritura de datos, esta demora es incluida a la hora de posicionar la cabeza sobre la pista deseada (tiempo de búsqueda), más el tiempo que demora en que los datos que se desean giren a la posición bajo la cabeza (latencia rotacional), mientras que el rendimiento de un tambor con una cabeza por pista se determina casi en su totalidad por la latencia rotacional. Las funciones básicas de los cabezales de lectura/escritura son colocar puntos magnetizados (ceros y unos, 0 y 1 binarios) así como detectar los puntos donde se deben realizar las operaciones de lectura/escritura.

## Montaje
Algunos tambores son montados en posición horizontal, mientras que hay otros que son montados en posición vertical.
Para tener una idea de la velocidad y capacidad de almacenamiento, algunos tambores de alta velocidad son capaces de transferir más de un millón de caracteres de datos por segundo, que es aproximadamente el equivalente a la lectura de un montón[cita requerida] de tarjetas perforadas. Las capacidades de almacenamiento de tambores magnéticos varían entre 20 millones y más de 150.000 millones de caracteres de datos.